# Serres (Regionalbezirk)

Gliederung des Regionalbezirks

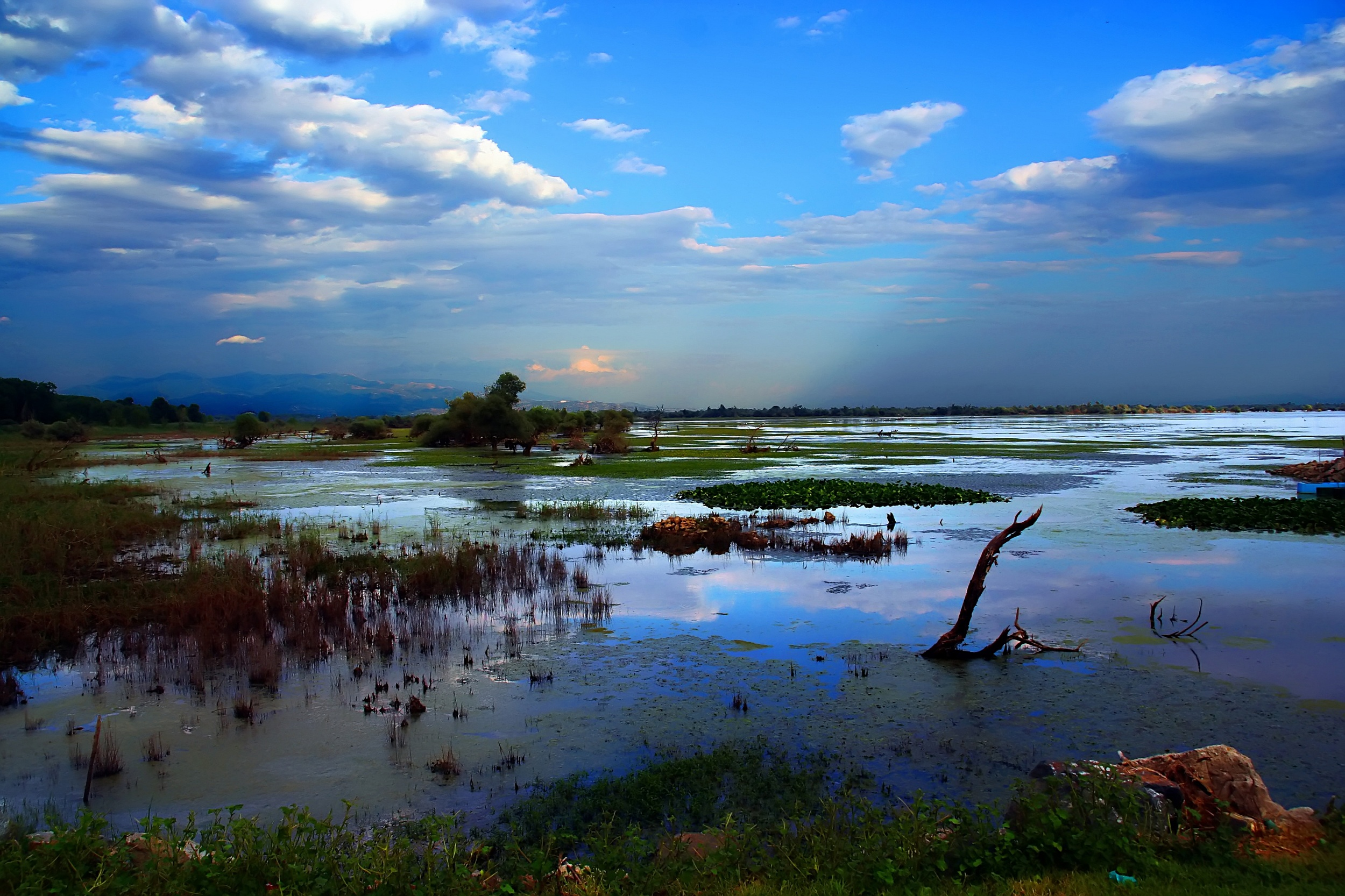
Kerkini-See (Foto: Vlahos Vaggelis)

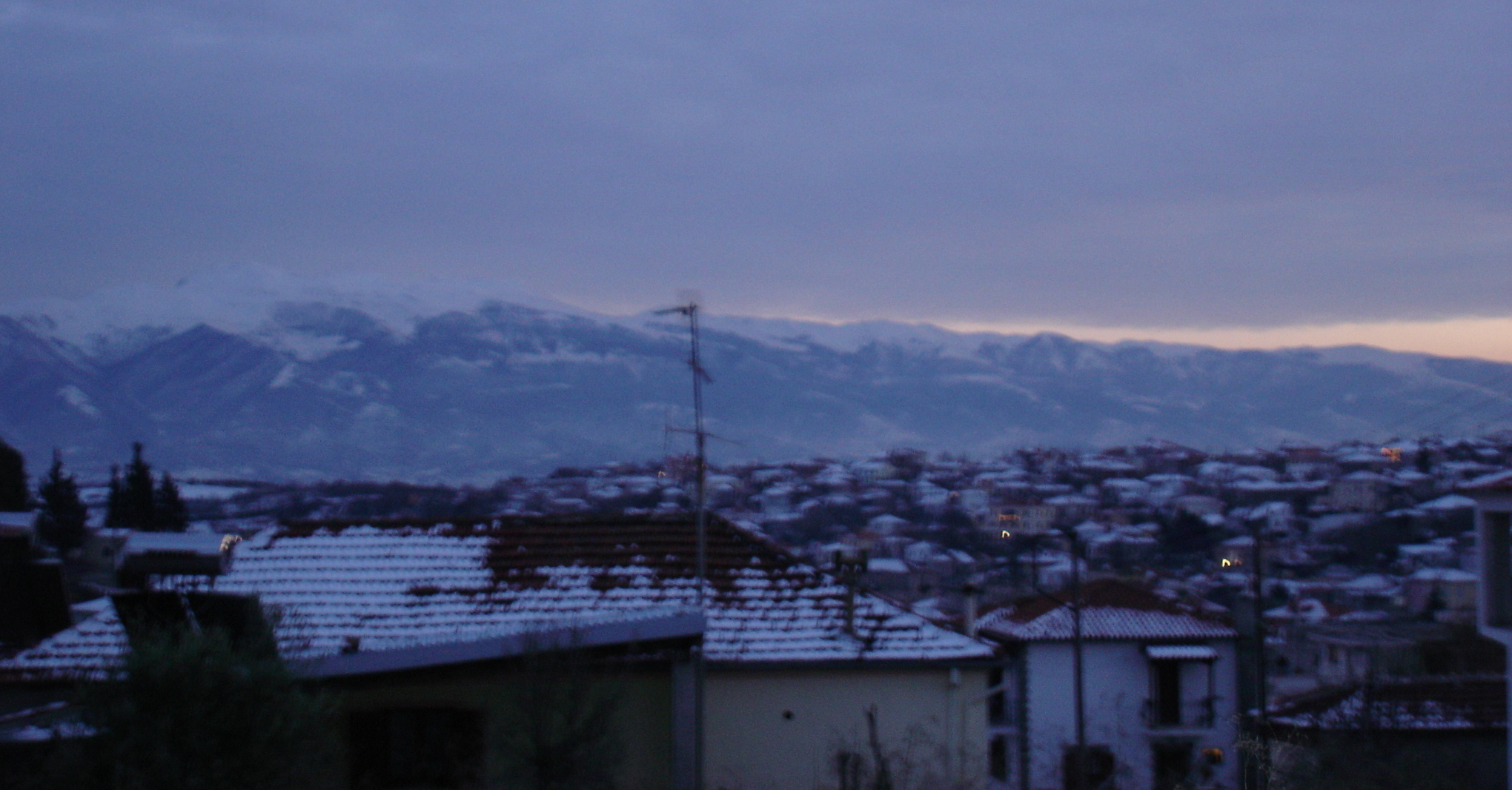
Die Ortschaft Alistrati im Winter.

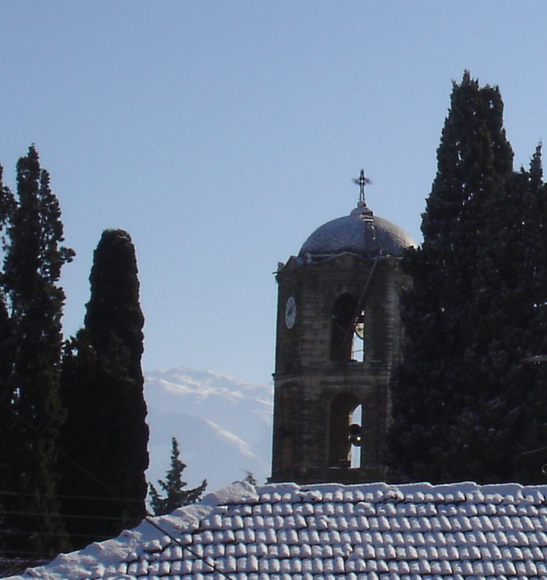
Der Kirchturm von Agios Athanasios in Alistrati.

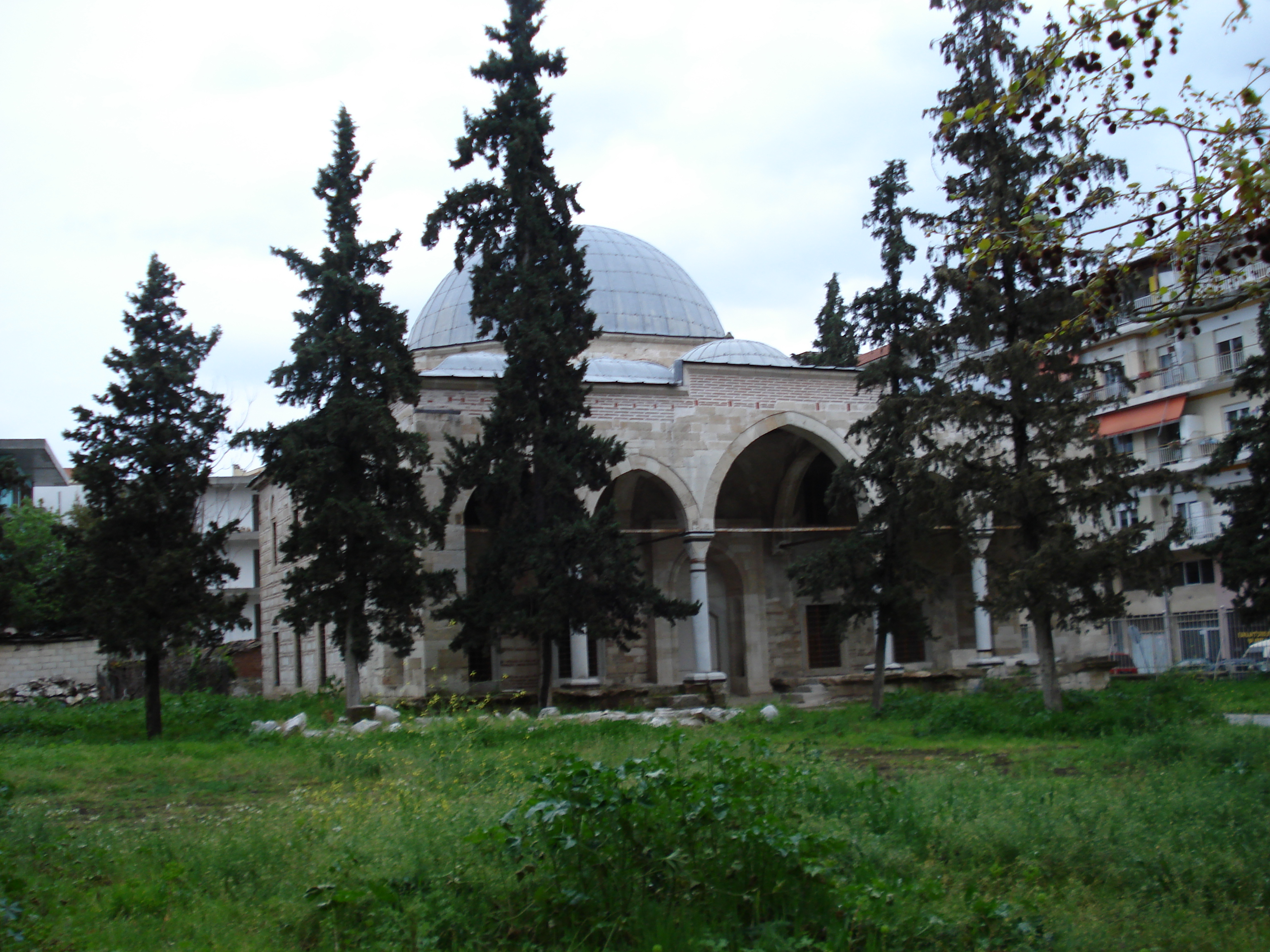
Die Zinjirli-Moschee aus dem 16. Jahrhundert in Serres.

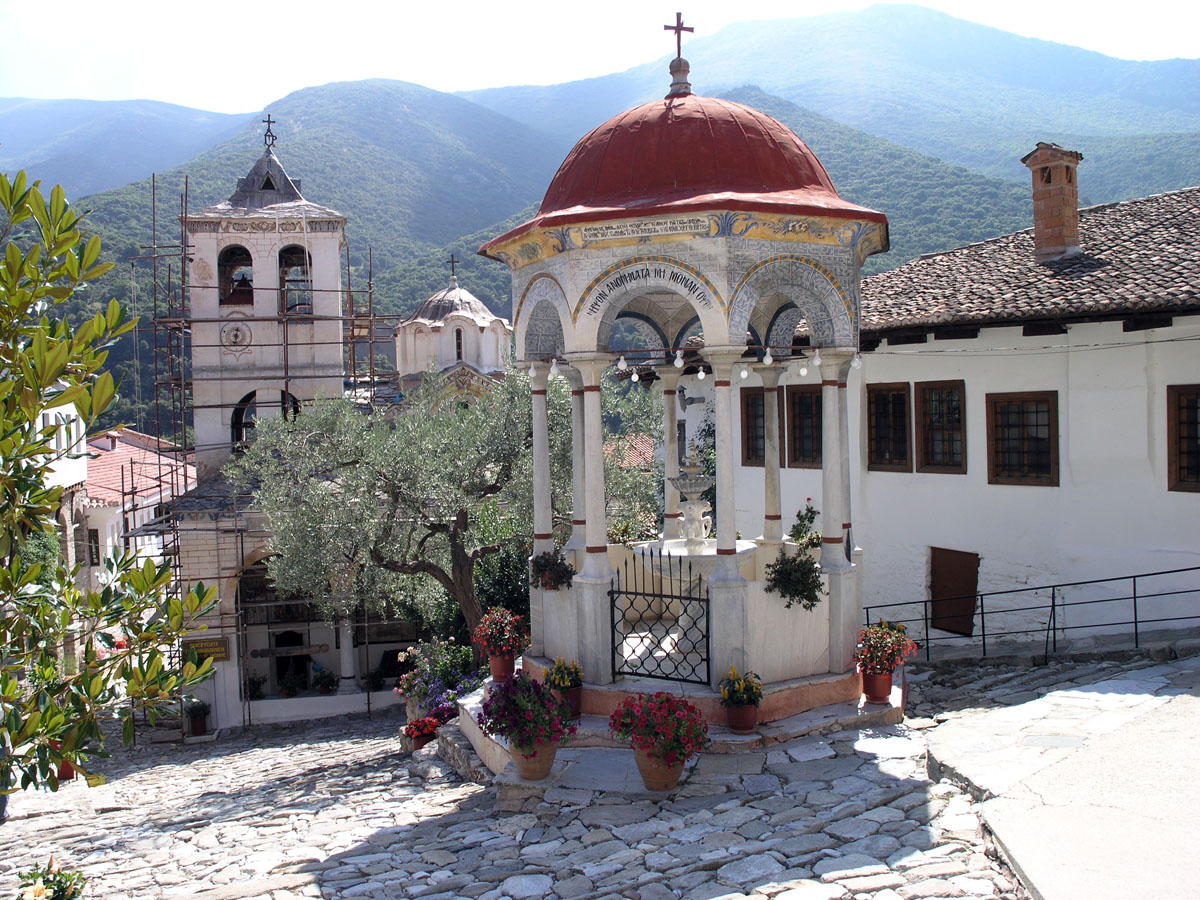
Das Kloster Ioannis Prodromos in der Nähe von Serres.

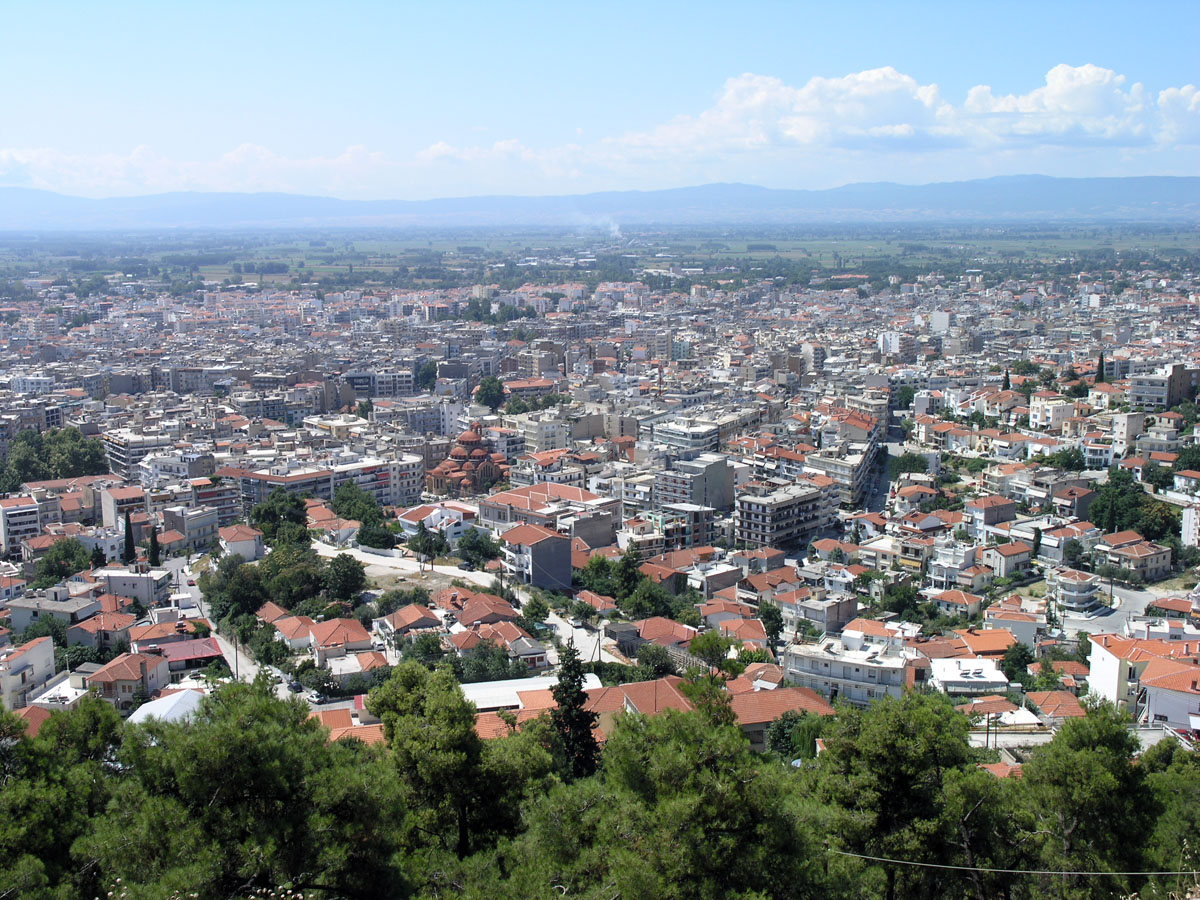
Blick über die Stadt Serres.

Serres (griechisch Περιφερειακή Ενότητα Σερρών Periferiakí Enótita Serrón) ist einer der sieben Regionalbezirke der griechischen Region Zentralmakedonien, der nach dem Hauptort Serres benannt ist. Bis zur Verwaltungsreform von 2010 hatte das Gebiet den Status einer Präfektur. Mit der Reform wurden die Kompetenzen der Präfektur an die Region Zentralmakedonien und die durch Zusammenlegung stark reduzierten Gemeinden übertragen. Der Regionalbezirk Serres entsendet fünf Abgeordnete in den zentralmakedonischen Regionalrat, hat darüber hinaus aber keine politische Bedeutung.

## Gliederung
Der Regionalbezirk Serres unterteilt sich in folgende Gemeinden:
|   | Gemeinde                                 | Einwohner |
| - | ---------------------------------------- | --------- |
| 1 | Serres (Δήμος Σερρών)                    | 76.817    |
| 2 | Amfipoli (Δήμος Αμφίπολης)               | 9.182     |
| 3 | Visaltia (Δήμος Βισαλτίας)               | 20.030    |
| 4 | Emmanouil Pappas (Δήμος Εμμανουήλ Παππά) | 14.664    |
| 5 | Iraklia (Δήμος Ηρακλείας)                | 21.145    |
| 6 | Nea Zichni (Δήμος Νέας Ζίχνης)           | 12.397    |
| 7 | Sindiki (Δήμος Σιντικής)                 | 22.195    |

## Geographie
Serres ist der östlichste der sieben Regionalbezirke Zentralmakedoniens und gehört zum griechischen Teil der geographischen Region Makedonien. Das Gebiet wird landschaftlich durch den Flusslauf des Strymonas und dessen ausgedehnte Ebene mitsamt den sie umgebenden Gebirgszügen geprägt, welche den Gesamteindruck eines großen Talkessels mit einem Zugang im Norden und im Süden ergeben. Der Norden des Gebiets grenzt im Nordwesten an Nordmazedonien; die Grenze wird vom Gebirgszug des Beles (oder Kerkini; 2031 m Höhe) gebildet, welcher in westöstlicher Richtung verläuft. Noch im Verlauf des Beles-Gebirgszugs befindet sich das Dreiländereck Griechenland-Nordmazedonien-Bulgarien. Die Grenze zu Bulgarien erstreckt sich weiter nach Osten entlang des Beles-Gebirgszugs bis zum Roupel-Tal. In diesem tritt der Fluss Strymonas (bulgarisch Struma) aus Norden kommend nach Serres ein. Die östliche Begrenzung des Roupel-Tals bzw. Roupel-Pass bilden die Höhenzüge des Orvilos (2212 m Höhe), welche auch die physikalische Grenze von Serres zu Bulgarien nach Norden darstellen. Der Strymonas verschwenkt nach Passage des Roupel-Tals zwischen Beles und Orvilos nach Westen und mündet im Nordteil des Gebiets in den im frühen 20. Jahrhundert aufgestauten Kerkini-See. Dieser füllt den Nordteil der Strymonas-Ebene aus und erhält von Westen südlich des Beles verlaufend weitere Zuflüsse. Der von Nordwest nach Südost in der ursprünglichen Verlaufsachse des Strymonas ausgerichtete Kerkini-See verjüngt sich nach Südosten hin. Südlich seines Sperrwerks verläuft der Strymonas von Nordost nach Südwest in Richtung Ägäis bis zur Einmündung seines linken Nebenflusses Angitis. Die Flussebene des Strymonas ist sehr fruchtbar und wird intensiv landwirtschaftlich genutzt. Der Nutzungsgrad wurde im 20. Jahrhundert durch die Kanalisierung des Strymonas und seiner Nebenflüsse, die Anlage des Kerkini-Sees, die Trockenlegung des Tachinos-Sees und der umgebenden Feuchtgebiete erheblich intensiviert. Westlich des Strymonas-Verlaufs erheben sich von Nordwest nach Südost parallel zum Flussverlauf in wenigen Kilometern Abstand zu diesem die Höhenzüge des Mavrovouni (1179 m Höhe), Vertsikos (1103 m Höhe) und Kerdylio (1091 m Höhe). Die östlichen und nördlichen Flanken der vorgenannten Höhenzüge bilden dabei das westliche Hochland des Gebiets. Zwischen dem Kerdylio im Westen und dem Pangeo (1900 m) im Osten bricht der Fluss Strymonas in einem Tal durch die beiden Höhenzüge und erreicht den nach ihm benannten Strymonischen Golf der Ägäis. Sowohl Kerdylio als auch Pangeo schließen die Strymonas-Ebene nach Süden hin ab. Am Nordrand des Pangeo fließt von Ostnordost nach Westsüdwest der Angitis, welcher etwas nördlich des Gebirgsdurchbruchs des Strymonas in Richtung Ägäis in letzteren mündet. Der Angitis formt in seinem Unterlauf den südlichen Teil der Strymonas-Ebene mit. In seinem Oberlauf bildet er ein teilweise schmales Gebirgstal, welches südlich vom Pangeo und nördlich vom Menoiko (1963 m Höhe) begrenzt wird. Im Oberlauf des Angitis finden sich auch Karstphänomene wie die Höhlen von Alistrati. Der Menoiko-Höhenzug verläuft von Südost nach Nordwest und geht in seinem Nordwesten in den Vrondous (1667 m Höhe) und in seinem Norden in den Orvilos über. Die Kette aus Menoiko, Vrondous und Orvilos bildet die östliche Begrenzung der Strymonas-Ebene. Im Gegensatz zur westlichen Gebirgsbegrenzung ist der Abstand der Berge zum Fluss Strymonas deutlich größer, so dass die größten Flächen der Strymonas-Ebene östlich des Flussverlaufes liegen.

## Geschichte
In der Antike gehörte das Gebiet des Regionalbezirks Serres zum Siedlungs- und Herrschaftsgebiet der Thraker. Im Rahmen der griechischen Kolonisation wurden zwischen dem 8. und 6. Jahrhundert vor Christus Siedlungen gegründet, welche vorwiegend an der Ägäis-Küste gelegen waren und der Kontrolle der Erzgewinnung im Pangeo-Gebirge sowie dem Handel dienten. Die ersten Kolonisten waren die Einwohner der Insel Thasos, deren Siedlungen auf dem Festland die sogenannte thasische Peraia bildeten. Eine Siedlung der thasischen Peraia auf dem Gebiet des Regionalbezirks Serres war die Hafenstadt Eion an der Mündung des Strymonas in die Ägäis. 437 v. Chr. gründete Athen nördlich von Eion die Stadt (Polis) Amphipolis, welcher Eion (oder Ennea Odoi) als Hafenstadt diente. Die Kontrolle von Amphipolis und damit der Bergwerke des Pangeo führten als Mitauslöser zum Peloponnesischen Krieg zwischen Athen und Sparta. Dabei stand Amphipolis wiederholt im Zentrum des Kriegsgeschehens bis zum Nikiasfrieden 421 v. Chr. Im Jahr 356 v. Chr. eroberte der makedonische König Philipp II. Amphipolis und dehnte sein Königreich nach Osten auf das Gebiet des Regionalbezirk aus. Dieses blieb bis 168 v. Chr. unter makedonischer Kontrolle: mit der makedonischen Niederlage gegen das Römische Reich wurden die Römer Herrscher über die Region.
Mit der römischen Reichsteilung 395 n. Chr. fiel das Gebiet von Serres an das oströmische beziehungsweise Byzantinische Reich. Dieses behielt hier bis in das 6. Jahrhundert die ausschließliche Kontrolle. Die Siedlung slawischer Stämme im sechsten Jahrhundert n. Chr. und die Entstehung des Bulgarischen Reiches schwächten die byzantinische Herrschaft in den nachfolgenden Jahrhunderten. Wiederholt kam das Gebiet unter Kontrolle des Bulgarischen Reichs (beispielsweise Schlacht von Kleidion 1014). Im 11. Jahrhundert n. Chr. festigte das Byzantinische Reich seine Kontrolle über das Gebiet für ein knappes Jahrhundert. 1204 fiel Konstantinopel im Vierten Kreuzzug und das Byzantinische Reich wurde durch das Lateinische Kaiserreich und andere Kreuzfahrerstaaten ersetzt. Der heutige Regionalbezirk kam zum Königreich Thessaloniki, verblieb aber nur kurze Zeit unter dessen Kontrolle: das wiedererstarkende Bulgarische Reich eroberte das Gebiet vom Königreich Thessaloniki und behielt dieses bis zur Rückeroberung durch das Kaiserreich Nikaia in der Mitte des 13. Jahrhunderts. Die nachfolgende byzantinische Herrschaft endete Mitte des 14. Jahrhunderts durch den Vormarsch des serbischen Königs Stefan Dušan, der große Teile des heutigen Griechenlands, darunter auch Serres, erobert konnte. Nach dessen Tod 1355 konnte sich in der Stadt Serres ein serbischer Lokalfürst der Kontrolle über das Land bemächtigen, bevor das Osmanische Reich in den 1380er Jahren das Gebiet eroberte.
Die Zugehörigkeit zum modernen Griechenland trat erst als Folge des Zweiten Balkankriegs 1913 und den diesen beschließenden Frieden von Bukarest ein. Zuvor war Serres seit dem späten 14. Jahrhundert unter Herrschaft des Osmanischen Reiches, die 1912 mit der osmanischen Niederlage im Ersten Balkankrieg 1912 endete. Zwischen dem ersten und zweiten Balkankrieg wurde Serres von Bulgarien kontrolliert. Im Ersten Weltkrieg war die Region Schauplatz von schweren Kämpfen zwischen den Mächten der Entente einerseits und den Mittelmächten, vor allem Bulgarien, andererseits. Die griechische Neutralität veranlasste 1916 den Rückzug griechischer Truppen zunächst von den Befestigungen des Roupel-Passes, im weiteren Verlauf des Jahres auch die kampflose Räumung des gesamten Gebietes, welches nachfolgend von bulgarischen Streitkräften kontrolliert wurde. Zwischen den bulgarischen und den englischen sowie französischen Truppen der Entente-Staaten (Salonikifront) kam es im weiteren Verlauf des Krieges wiederholt zu schweren Kämpfen, an denen sich ab 1917 mit dem Kriegseintritt Griechenlands unter Eleftherios Venizelos auch griechische Truppen beteiligten. 1918 gelang den Entente-Streitkräften durch eine Offensive die Erzwingung des Rückzugs der vorwiegend bulgarischen aber auch deutschen Truppen.
In den 1920er Jahren wurde die Präfektur Serres landwirtschaftlich stark umgestaltet. Die zuvor bestehenden Seen Tachinos und Kerkinitis sowie das Sumpfland westlich und östlich des Strymonas wurden trockengelegt und der Strymonas durch den Aufstau des Kerkini-Sees reguliert. Die hierdurch gewonnene landwirtschaftliche Fläche wie auch die Reduktion der Überschwemmungen im Verlaufe des Strymonas dienten auch zur Ansiedlung griechischer Flüchtlinge aus Kleinasien und dem Schwarzen Meer, welche infolge der Niederlage Griechenlands im Griechisch-Türkischen Krieg 1922 und dem Vertrag von Lausanne 1923 ihre ursprünglichen Siedlungsgebiete verlassen mussten und sich anteilig im Gebiet der Präfektur Serres ansiedelten. Dabei konnten sie auch landwirtschaftliche Güter und Behausungen in Besitz nehmen, welche zuvor türkischen Einwohnern des heutigen Regionalbezirks Serres gehörten: diese mussten das Gebiet der Präfektur 1923 zwangsweise verlassen (sogenannter „Bevölkerungsaustausch“). Bereits im Verlaufe der Balkankriege 1912 und 1913 sowie im Verlauf des Ersten Weltkrieges änderte sich die Bevölkerungszusammensetzung des Gebiets durch Flüchtlingsbewegungen erheblich. Slawische Einwohner (teils als bulgarisch, teils als mazedonisch angesehen, in Abhängigkeit vom Standpunkt) mussten das Gebiet ebenfalls verlassen.
Vor dem Zweiten Weltkrieg wurde die Nordgrenze der Präfektur durch die militärischen Sperranlagen der Metaxas-Linie auf griechischer Seite befestigt. Im Rahmen des Unternehmens Marita griffen Truppen der deutschen Wehrmacht (12. Armee) am 6. April 1941 Griechenland an: ein Schwerpunkt der militärischen Angriffsoperationen der Wehrmacht war die Eroberung des Roupel-Passes, welche nach schweren Kämpfen am 9. April 1941 gelang. Die folgende Kapitulation der griechischen Streitkräfte in Zentral- und Ostmakedonien brachte die Präfektur unter deutsche Kontrolle. Noch 1941 wurde die Präfektur von deutschen Truppen geräumt und bulgarische Truppen übernahmen die Besatzungsmacht. Ende Oktober 1944 zogen sich die bulgarischen Streitkräfte parallel zur deutschen Wehrmacht aus dem Gebiet der Präfektur zurück.